# Herina orientalis
Herina orientalis är en tvåvingeart som först beskrevs av Ignaz Rudolph Schiner 1868.  Herina orientalis ingår i släktet Herina och familjen fläckflugor. Inga underarter finns listade i Catalogue of Life.